# Olga Krijtová
Olga Krijtová-Fuchsová (Hradec Králové (Bohemen), 30 maart 1931 - Praag, 7 november 2013) was een Tsjechisch vertaalster en neerlandica. Ze was hoogleraar aan de Karelsuniversiteit Praag, en werd vooral bekend door haar vertalingen van werken van Nederlandstalige schrijvers naar het Tsjechisch. Olga was gehuwd met Hans Krijt, die op 12 maart 2011 overleed.

## Levensloop
Olga Fuchsová werd geboren op 30 maart 1931 in Hradec Králové en groeide op in Nymburk. Ze studeerde Nederlands en Engels aan de Karelsuniversiteit te Praag van 1950 tot 1955, en in 1956 trouwde ze met Hans Krijt. Na haar studies begon Krijtová in 1958 met het vertalen van werken van Nederlandse auteurs naar het Tsjechisch. Ook doceerde ze Nederlandse taal en letterkunde aan de Karelsuniversiteit. Tot 2001 bleef zij verbonden aan de universiteit. Zowel haar universitaire carrière als haar carrière als schrijfster kende een keerpunt in 1969, toen Krijtová besloot uit de communistische partij te treden. Door haar uittreden kreeg ze in 1974 een schrijf- en vertaalverbod opgelegd. Dit verbod zou in de tweede helft van de jaren zeventig worden verzacht, al kon zij pas weer echt vrij publiceren na de Fluwelen Revolutie. Krijtová vertaalde ruim 80 werken uit het Nederlands, waarmee zij de recordhouder vertalen van Nederlandstalige literatuur in het Tsjechisch is. Daarnaast leidde zij ook verschillende vertalers van de jonge generatie op, van wie Veronika ter Harmsel-Havlíková de belangrijkste is.

## Vertalingen en werken
Krijtová schreef niet alleen verschillende werken over de Nederlandse taal, maar ook over geschiedenis en literatuur. Ze vertaalde prozawerk van onder meer J. Bernlef, Remco Campert, Hugo Claus, Louis Couperus, Miep Diekmann, Harry Mulisch, Jacques Presser, Annie M.G. Schmidt, De Vries en Jan Wolkers, en poëzie van onder andere Van Maerlant, Van den Vondel, Huygens, Gorter, Slauerhoff, Achterberg en Lucebert. Daarnaast schreef zij enkele jeugdboeken.
Krijtová schreef voor haar studenten een groot aantal syllabi over verschillende periodes uit de geschiedenis van de Nederlandse literatuur, waarin veel vertaalde poëzie te vinden is. Daarnaast publiceerde ze regelmatig artikelen over Nederlandse en Vlaamse letterkunde in kranten en tijdschriften.

## Prijzen
Olga Krijtová kreeg de volgende eerbetuigingen voor haar Nederlands-Tsjechische vertalingen:
- 1969: de Martinus Nijhoff Prijs
- 2006: de Magnesia Litera, de Tsjechische ereprijs voor vertalingen
- 2007: de NLPVF Vertalersprijs van het Nederlands Literair Productie- en Vertalingenfonds[3]

## Over Krijtová
- Ellen Krol: 'Olga Krijtová'. In: Jaarboek van de Maatschappij der Nederlandse Letterkunde te Leiden, 2014-2015, pag. 161-172

- Digitale Bibliotheek voor de Nederlandse Letteren: krij002
- International Standard Name Identifier: 0000 0001 0954 8986
- Library of Congress Control Number: n92013099
- Nationale Bibliotheek van Tsjechië: jk01063330
- Nederlandse Thesaurus van Auteursnamen: 072240113
- Virtual International Authority File: 11495410
- WorldCat: E39PBJtCFDmFfKQMd3T46pcXVC